# Thais Müller
Thais Muniz Müller (Rio de Janeiro, 10 de setembro de 1992) é uma atriz e estilista brasileira. É filha dos atores Anderson Müller e Marcela Muniz e neta do autor Lauro César Muniz. Fundou sua própria grife, o ateliê Ladotê, em 2014.

## Carreira
Em 1995, aos três anos, estreou no teatro na adaptação da peça A Dama e o Vagabundo ao lado de sua mãe. Em 2000 estreou na televisão na telenovela O Cravo e a Rosa como Fátima, a meia-irmã bastarda da protagonista Catarina que se mostra tão tempestuosa quanto ela. Em 2002 esteve na minissérie O Quinto dos Infernos e, no ano seguinte, integrou o elenco de Kubanacan como a filha de Danielle Winits e Vladimir Brichta. Entre 2005 e 2007 esteve no humorístico Zorra Total como Duda, no quadro "Adolescentes". Em 2008 também esteve no seriado Dicas de um Sedutor como Ferrinho, uma adolescente azarada nos romances. Entre 2015 e 2016, após formar-se na faculdade, retomou a carreira de atriz em Os Dez Mandamentos interpretando Jerusa, que se escondia atrás de roupas pesadas por se considerar feia. Em 2018 interpretou a serva Zilpa na minissérie Lia, uma moça sofrida que era abusada pelo patrão.
Em 2019 é escalada para Topíssima como a universitária Minha Flor.

## Vida pessoal
Thais entrou para o curso de design de moda em 2012 na Pontifícia Universidade Católica do Rio de Janeiro (PUC), se formando em 2015.

## Filmografia

### Televisão
| Ano     | Título                | Personagem               | Notas                            |
| ------- | --------------------- | ------------------------ | -------------------------------- |
| 2000    | O Cravo e a Rosa      | Fátima Penaforte Batista |                                  |
| 2002    | O Quinto dos Infernos | Rolsava                  |                                  |
| 2003    | Kubanacan             | Antonia Ortiz Puentes    |                                  |
| 2004    | A Diarista            | Guaracyara               | Episódio: "Família Dó-Ré-Hippie" |
| 2005–07 | Zorra Total           | Duda                     |                                  |
| 2008    | Dicas de um Sedutor   | Ferrinho                 |                                  |
| 2010    | A Vida Alheia         | Clara Mayol              | Episódio: "Intimidação"          |
| 2015–16 | Os Dez Mandamentos    | Jerusa                   |                                  |
| 2018    | Lia                   | Zilpa Mayan              |                                  |
| 2019    | Topíssima             | Minha Flor Vilela        |                                  |
| 2021    | Gênesis               | Maresca                  |                                  |

### Cinema
| Ano  | Título                      | Personagem    |
| ---- | --------------------------- | ------------- |
| 2001 | Copacabana                  | Menina de rua |
| 2011 | A Novela das 8              | Mônica        |
| 2016 | Os Dez Mandamentos: O Filme | Jerusa        |

## Teatro
| Ano     | Título                     | Personagem         |
| ------- | -------------------------- | ------------------ |
| 1995    | A Dama e o Vagabundo       | Querida            |
| 1999    | Confissões Infantis        | Lina               |
| 2000    | Tip e Tap: Ratos de Sapato |                    |
| 2002–05 | Cosquinha                  | Luiza              |
| 2006    | Fala Sério, Mãe!           | Malu               |
| 2007    | ABC do Amor                | Diana              |
| 2012–13 | Rebeldes sobre a Raiva     | Elis               |
| 2013–14 | O Tempo e os Conways       | Carol              |
| 2016    | Ponte Golden Gate          | Apenas figurinista |
| 2017    | Ocupação (Nós)             | Cris               |
| 2018    | Missão Super Secreta       | Nany               |